# Max Silber
Max Silber (* 8. Juli 1883 in Salzburg; † 2. August 1942 ebenda) war ein österreichischer Archäologe und Direktor des Museum Carolino-Augusteum.

## Leben
Max Silber war Sohn des Kaufmanns und Gemeinderates Alois Silber und wuchs in einem deutschnationalen Umfeld auf. Sein Großvater Leopold Scheibl war Bürgermeister der Stadt Salzburg.  Während seiner Gymnasialzeit war er Mitglied in der „Geheimen Verbindung Rugia“. Nach der Schulzeit am Akademischen Gymnasium studierte er von 1903 bis 1908 an der Universität Wien Klassische Archäologie, Klassische Sprachen und Philologie bei Emil Reisch und Rudolf Egger. Während seiner Studienzeit wurde er Mitglied der deutschnationalen Wiener akademischen Burschenschaft Bruna Sudetia. 1910 bis 1914 arbeitete er als Bibliothekar am archäologisch-epigraphischen Seminar der Universität Wien. Sein Studium schloss er 1915 mit der Dissertation „Antike Beleuchtungsgeräte“ ab.
1914 bis 1918 nahm er am Ersten Weltkrieg teil, zuletzt als Hauptmann, und wurde im Krieg zweimal schwer verwundet. 1920 wurde er Assistent am Salzburger Museum Carolino Augusteum. 1928 wurde er zum Kustos der dortigen Archäologischen Sammlung bestellt. Am 15.  März 1938 leistete er den Eid auf „den Führer des Deutschen Reiches und Volkes“. 1933 übernahm er vorläufig die Leitung des Museums, wurde aber erst am 20. April 1941, dem Geburtstag des Führers, zum Direktor des Museums ernannt. Bereits zuvor führte er die Geschäfte des Salzburger Museumsvereins. 1934 wurde er vom Bundesdenkmalamt in Wien zum Konservator für das prähistorische und römische Fundwesen in Bezirk und Stadt Salzburg und 1937 zu jenem für das Münzwesen im Land Salzburg bestellt. 
Am 1. Mai 1938 trat er der NSDAP bei (Mitgliedsnummer 6.344.475). In seiner Zeit als Direktor erhielt das Museum eine Anzahl von Kunstwerken, welche „bei dem Umbruch erbeutet“ worden waren (u. a. von einer Salzburger Freimaurerloge oder der jüdischen Familie Ornstein/Neuwirth). Ab 1940 wirkte er bei der Aufteilung arisierter Sammlungen unter den österreichischen Museen mit; dabei wurden auch die Sammlungen von Albert Pollak, Oscar Bondy sowie von Alphonse und Louis Rothschild verteilt. Ebenso wurden Objekte aus Kloster- und Kircheneigentum beschlagnahmt; er selbst betrieb die Beschlagnahmung von Kunstwerken der Klöster Michelbeuern und Mülln. Aus Museumsbeständen erhielt Adolf Hitler das Gemälde „Der Sonntagsspaziergang“ von Carl Spitzweg, ein Jagdgewehr von 1720 wurde Hermann Göring dediziert. Neben seiner Tätigkeit hat er in den Jahren seiner Museumstätigkeit auch zahlreiche Sonderausstellungen gestaltet.
Er hinterließ eine reiche Materialsammlung über römische Terrakotten der Rheinlande. Diese war das Ergebnis seiner Studienreisen 1928 und 1929 in Deutschland, der Schweiz, den Niederlanden, Belgien und nach Paris. Krankheit und Tod verhinderten die Veröffentlichung dieses Materials zu seinen Lebzeiten.

## Ehrungen
- korrespondierendes Mitglied des Archäologischen Instituts in Wien, 1930
- ordentliches Mitglied des Archäologischen Instituts des Deutschen Reiches in Berlin, 1940
- Silbernes Treuedienst-Ehrenzeichen für 25-jährige treue Tätigkeit, August 1942

## Veröffentlichungen (Auswahl)
- Über antike Beleuchtungsgeräte. Dissertation, Wien 1914.
- mit Olivier Klose: Iuvavum. Österreichisches Archäologisches Institut, Wien 1929.
- Fund einer römischen Bronze-Kanne in Salzburg. In: Salzburger Museumsblätter 8, 1929.
- Zur Aufdeckung der römischen Villa auf den Loigerfeldern bei Salzburg im Jahre 1815. In: Salzburger Museumsblätter 9, 1930.
- Der große Arzt. Paracelsus in seinen Bildnissen und Schriften. In: Salzburger Museumsblätter 16, 1937.
- Salzburg in Großdeutschland. In: Salzburger Museumsblätter 17, 1938, S. 1–3.
- Die Herkules-Statuette von der Großglocknerstraße. In: Jahreshefte des Österreichischen Archäologischen Instituts 31, 1938.
- Geschichtliche und kulturelle Zusammenhänge Salzburgs mit Böhmen und Mähren bis zum Ausgang des Mittelalters. In: Salzburger Museumsblätter 18, 1939.
- Über Hans Makart. In: Salzburger Museumsblätter 19, 1940.
- Isis-Darstellungen in keltisch-germanischer Auffassung. Ein Beitrag zur Deutung der „Noreia Isis“ . In: Carinthia I, 1942, S. 132.
- Ab 1932 gab er die  Salzburger Museumsblätter heraus.